# Hegyi lappantyú
A hegyi lappatyú (Antrostomus saturatus) a madarak (Aves) osztályának a lappantyúalakúak (Caprimulgiformes) rendjéhez, ezen belül a lappantyúfélék (Caprimulgidae) családjához tartozó faj.

## Rendszerezése
A fajt Osbert Salvin angol ornitológus írta le 1870-ban. Sorolták a Caprimulgus nembe Caprimulgus saturatus néven is.

## Előfordulása
Közép-Amerikában, Costa Rica és Panama területén honos. Természetes élőhelyei a szubtrópusi vagy trópusi hegyi esőerdők. Állandó, nem vonuló faj.

## Megjelenése
Testhossza 21–25 centiméter, testtömege 50 gramm körüli.

## Életmódja
Rovarokkal táplálkozik.

## Természetvédelmi helyzete
Az elterjedési területe kicsi, egyedszáma viszont stabil. A Természetvédelmi Világszövetség Vörös listáján nem fenyegetett fajként szerepel.